# Coll de Dama Blanca
Coll de Dama Blanca es un cultivar de higuera de tipo higo común Ficus carica unífera, de higos color de piel amarillenta. Se cultiva principalmente en Cataluña (Segriá y Ampurdán) y en la Comunidad Valenciana (Valle de Albaida, Costera, y Canal de Navarrés).

## Sinonimia
- „De la Pera“ en la Comunidad Valenciana,
- „Coll de Senyora Blanca“ en Mallorca, Islas Baleares,
- „Col de Dame Blanche“ en Francia,
- „Col de Signora Blanche“ en Francia,[5]

## Historia
Según un estudio del genoma de la higuera mediterránea, Ficus carica subsp. carica, se especula que el inicio del cultivo de la higuera se efectuó hace unos 11.000 años y obedeció a la aparición espontánea de un híbrido natural entre el cabrahigo silvestre, Ficus carica subsp. rupestris y el Ficus johannis, que dio lugar a un árbol 100% hembra carente de flores masculinas y con unos frutos grandes, y dulces. Esta hibridación interespecífica se explica por compartir las dos especies la misma avispilla polinizadora, la Blastophaga psenes.
La higuera la encontramos en Asia occidental, el norte de África e incluso en las islas Canarias desde tiempos inmemoriales. Fue uno de los primeros árboles frutales que fueron introducidos en el sur de Europa (Mediodía europeo). En Grecia la menciona Teofrasto y Dioscórides, y también Homero en La Odisea. La mitología griega consagra el árbol a Juno, como protectora de los casamientos; los historiadores cuentan que los romanos, cuando edificaban una ciudad nueva, plantaban una higuera para facilitar el crecimiento de la nueva población. La higuera actualmente permanece ligada al mundo y cultura mediterránea.
A los estudiosos del mundo mediterráneo les gusta debatir hasta dónde llegan los límites del ámbito cultural de este mar. Unos señalan que hasta allá donde se cultiven olivos y algarrobos, pero otros, como explica Predrag Matvejević en su ensayo "Breviari mediterrani", hacen otras aportaciones: « un proverbio de Herzegovina dice que el Mediodía desaparece donde no crece la higuera y no brama el borrico ».

## Características
La higuera 'Coll de Dama Blanca' es una variedad unífera de tipo higo común, de producción alta de higos.
Árbol y fruta con las mismas características que el 'Coll de Dama Negra', con la excepción del color de la piel. De acuerdo con cierta información, sería más suave que la variedad negra, aunque generalmente no se aprecia una diferencia entre los dos.
Higo de color amarillento cuando está maduro, con un característico anillo rojo alrededor del ostiolo. Carne de color rojo oscuro como la de la variedad negra.
Se ha observado en las higueras de 'Coll de Dama Blanca' en diferentes lugares, la preferencia de la mosca de la fruta por esta variedad. En un mismo lugar, mientras las moscas no estaban al tanto de las diferentes higueras alrededor del 'Coll de Dama Blanca', estas últimas fueron atacadas de tal manera que la mayoría de los higos maduros se hicieron incomibles.
Según Pere Estelrich i Fuster, la variedad blanca se adaptaría mejor que la 'Coll de Dama Negra' en suelos profundos y arcillosos.

## Cultivo de la higuera
Según los últimos datos oficiales de Anuario de Estadística Agraria del Ministerio de Agricultura, se cultiva principalmente en Cataluña (Segriá y Ampurdán) y en la Comunidad Valenciana (Valle de Albaida, Costera, y Canal de Navarrés) (MAGRAMA, 2012).